# 450 a.C.

## Eventos

### Ocidente
- Eutidemo, arconte de Atenas.[1]
- Eleição do Segundo Decenvirato. Foram decênviros:
  - Ápio Cláudio Crasso Inregilense Sabino II
  - Quinto Petélio Libo Visolo
  - Marco Cornélio Maluginense
  - Tito Antônio Merenda
  - Marco Sérgio Esquilino
  - Cesão Duílio Longo
  - Lúcio Minúcio Esquilino Augurino
  - Espúrio Ópio Córnice
  - Quinto Fábio Vibulano
  - Mânio Rabuleio
- O Segundo Decenvirato propõe a Lei das Doze Tábuas, placas de madeira onde foram inscritas as leis de Roma.[2]

### Guerra entre Atenas e os persas

Mapa das principais cidades-estado de Chipre.

- Os atenienses continuam a guerra contra os persas para libertar os gregos da Ásia Menor.[1]
- Címon, filho de Milcíades, com duzentas trirremes, ataca Chipre.[1] Os comandantes persas eram Artabazo I, supremo comandante e comandante da frota, com trezentas trirremes, e Megabizo, comandante das forças terrestres, estacionadas na Cilícia, com trezentos mil homens.[3]
- Címon derrota os persas em Chipre e captura, após um cerco, Cítio e Mário, tratando os conquistados de forma humana. Em seguida, Címon vence um ataque de trirremes vindas da Cilícia e Fenícia, afunda várias e captura cem, junto da sua tripulação.[4]
- As trirremes persas fogem para a região em terra controlada por Megabizo, mas os atenienses atacam, os derrotam e voltam para Chipre. Nesta batalha morre o general Anaxícrates.[5]

### Áfricae outras regiões
- Heródoto, considerado o primeiro historiador, visita o Egito.
- Cartago começa a desenvolver novos centros comerciais ao longo da costa norte e ocidental de África.

## Mortes
- Anaxícrates, general ateniense, na batalha terrestre contra os persas.[5]